# تلیائومبتوو
تلیائومبتوو (انگلیسی: Tlyaumbetovo) یک شهرک در شهرستان کوگارچینسکی جمهوری باشقیرستان در کشور روسیه است.